# 揭阳南站
揭阳南站原名揭阳站，位于中华人民共和国广东省揭阳市榕城区，是广梅汕铁路上的火车站，建于1995年，由广州铁路集团管辖。

## 歷史
- 建于1995年。
- 由于梅汕铁路的开通，2019年10月8日本站由“揭阳站”更名为“揭阳南站”[2]。
- 2022年3月25日，不再有客运列车停靠本站。

## 图集

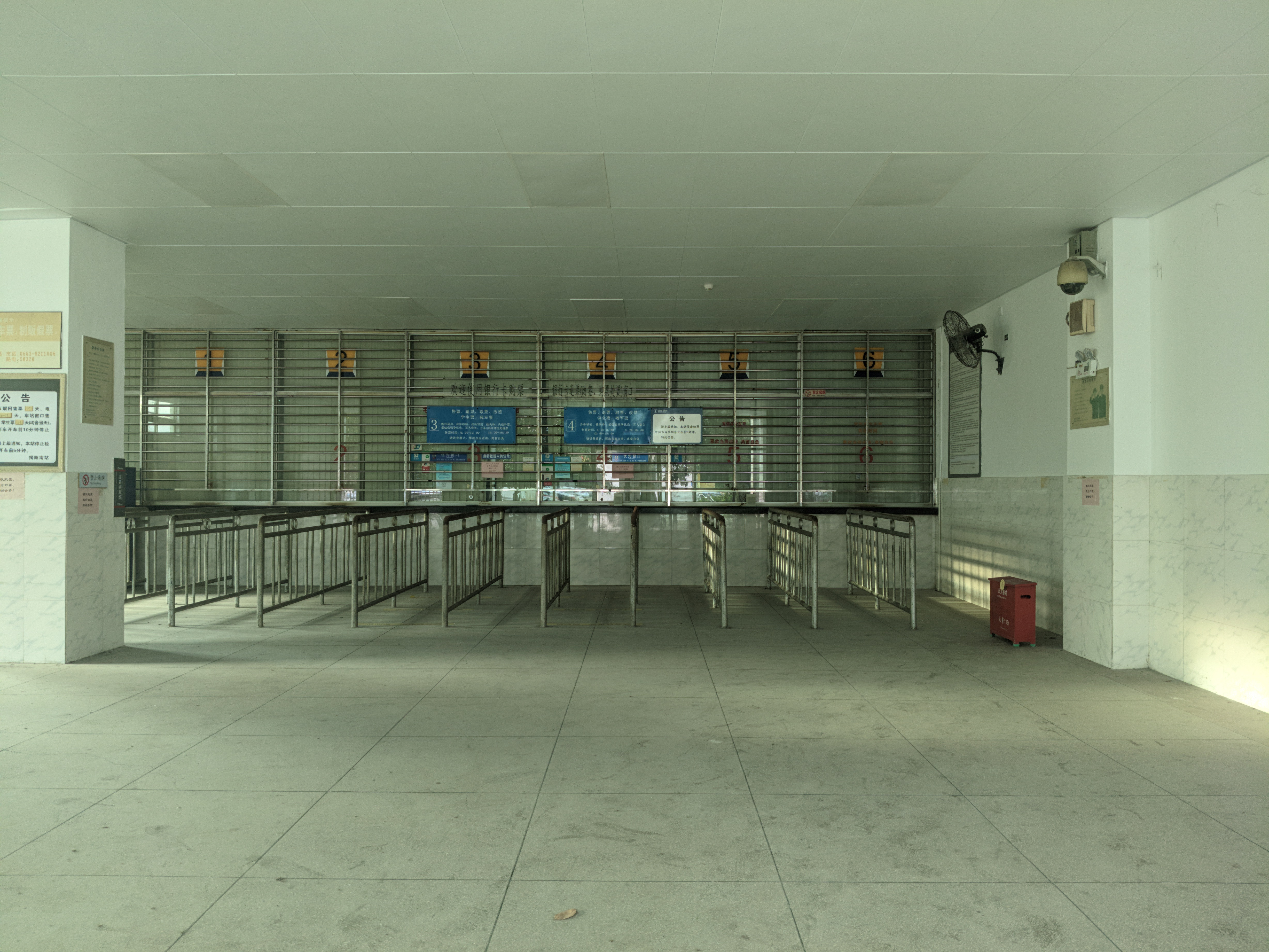
售票厅
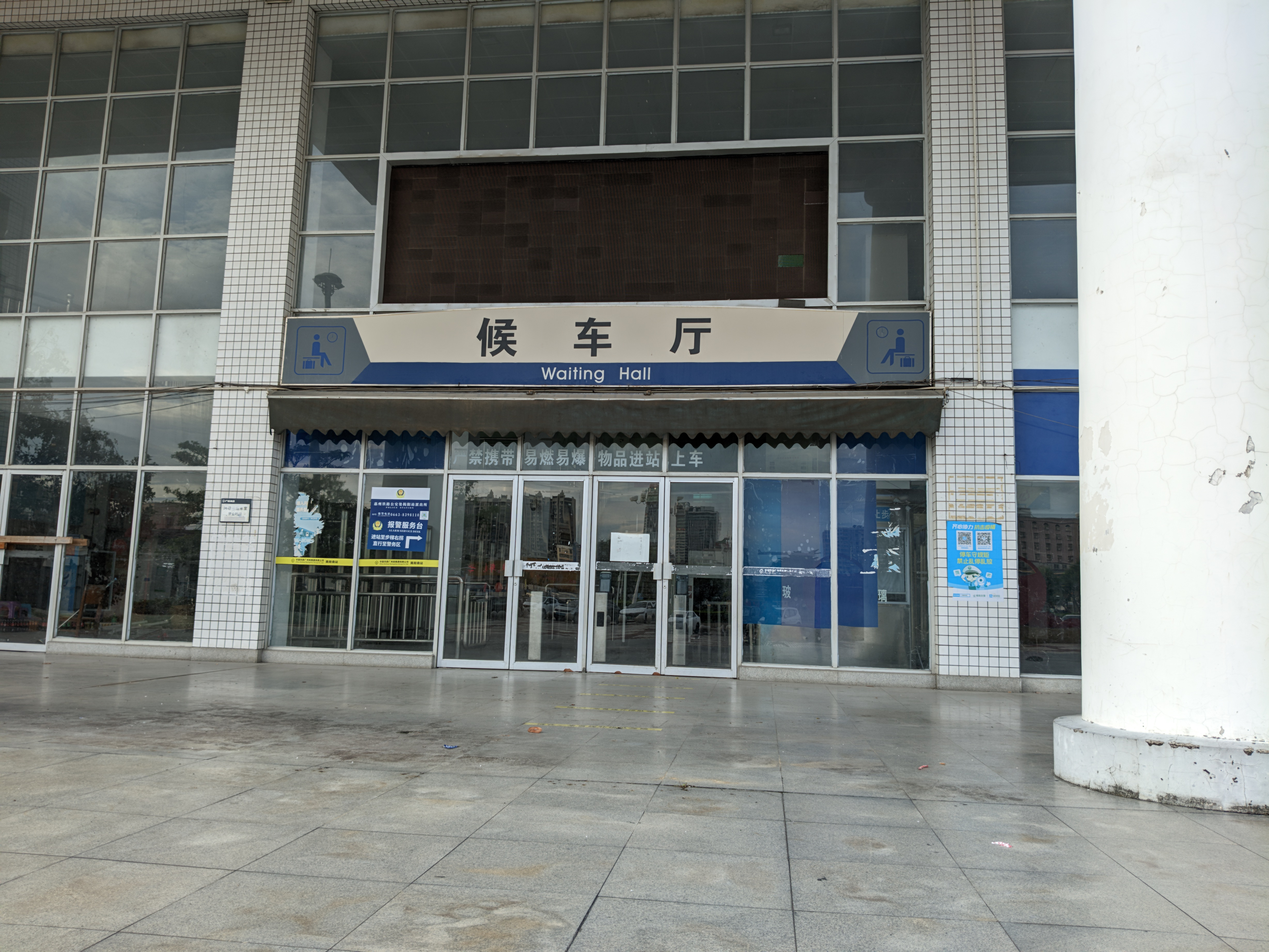
候车厅大门
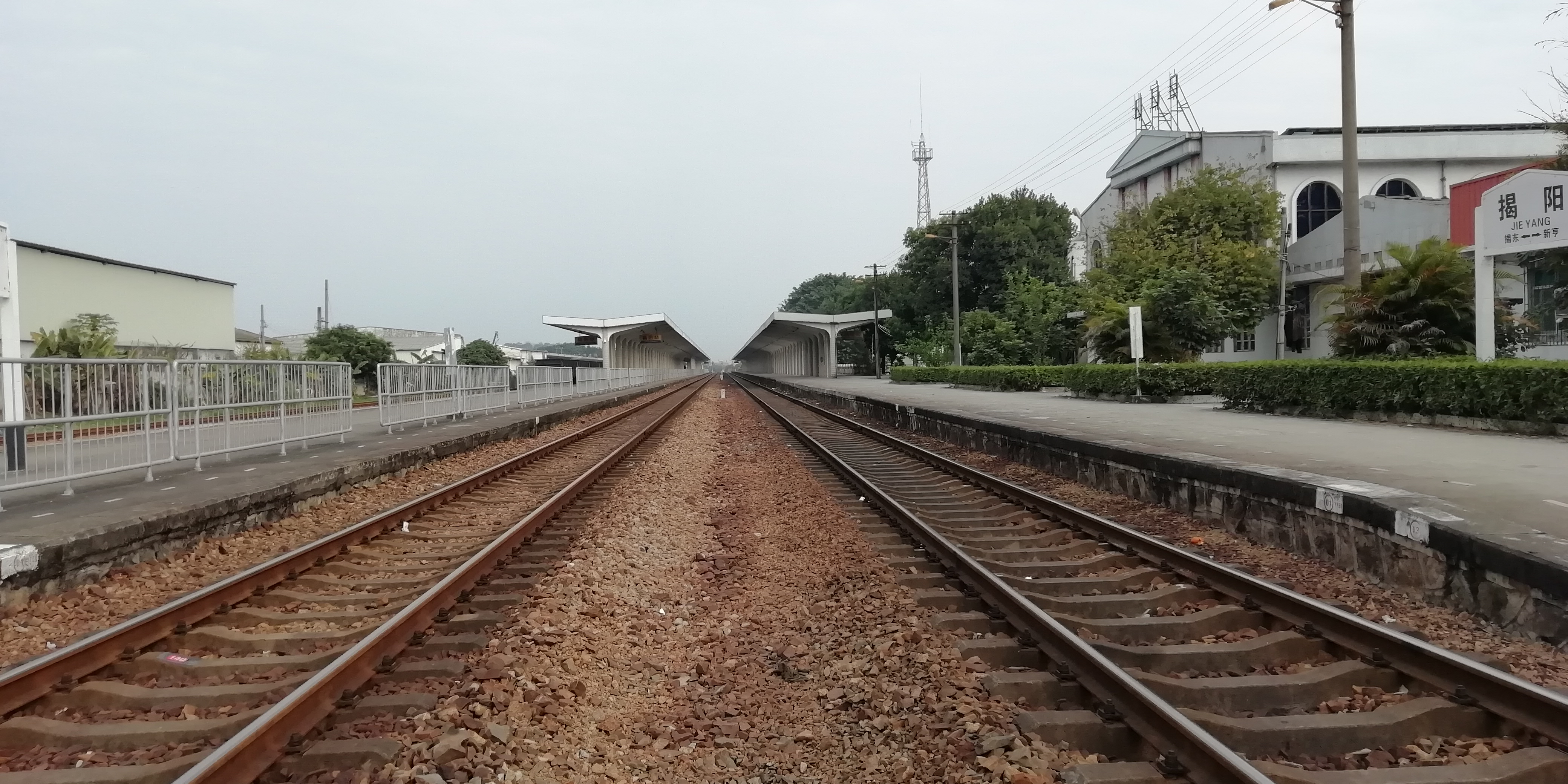
车站路轨

## 外部連結
- 维基共享资源上的相關多媒體資源：揭阳南站